# Tenente
Tenente era el responsable de la tenencia feudal correspondiente a una villa o región, designado por el rey o señor durante la Edad Media en los reinos cristianos de la península ibérica. La tenencia  no daba derecho de propiedad y era temporal. El tenente administraba justicia y recaudaba los impuestos reales y militares. Los ingresos resultantes usualmente se repartían en partes iguales entre el tenente y el rey.